# Oszafune Kana
Oszafune Kana (長船 加奈; Hepburn: Osafune Kana) (Tojonaka, 1989. október 16. –) japán válogatott labdarúgó.

## Klub
A labdarúgást a TEPCO Mareeze csapatában kezdte. 2008 és 2011 között a TEPCO Mareeze csapatában játszott. 56 bajnoki mérkőzésen lépett pályára és 1 gólt szerzett. 2011-ben a Nippon TV Beleza csapatához szerződött. 2012-ben a Vegalta Sendai csapatához szerződött. 62 bajnoki mérkőzésen lépett pályára és 7 gólt szerzett. 2015-ben az Urawa Reds csapatához szerződött.

## Nemzeti válogatott
A japán U20-as válogatott tagjaként részt vett a 2008-as U20-as világbajnokságon.
2010-ben debütált a japán válogatottban. A japán válogatottban 15 mérkőzést játszott.

## Statisztika
| Japán válogatott | Japán válogatott | Japán válogatott |
| Időszak          | Mérk.            | gól              |
| ---------------- | ---------------- | ---------------- |
| 2010             | 3                | 0                |
| 2011             | 0                | 0                |
| 2012             | 1                | 0                |
| 2013             | 4                | 0                |
| 2014             | 6                | 2                |
| 2015             | 1                | 0                |
| Összesen         | 15               | 2                |

## Sikerei, díjai
Egyéni
- Az év Japán csapatában: 2013